# Garfield MacDonald
John Garfield MacDonald (Lower South River, 8 agosto 1881 – Camden, 6 novembre 1951) è stato un triplista, lunghista e altista canadese di origine irlandese.
Prese parte ai Giochi olimpici di Londra 1908 conquistando la medaglia d'argento nel salto triplo grazie alla misura ottenuta pari a 14,76 m, suo primato personale, nonché record olimpico.

## Palmarès
| Anno | Manifestazione  | Sede   | Evento         | Risultato | Prestazione | Note                          |
| ---- | --------------- | ------ | -------------- | --------- | ----------- | ----------------------------- |
| 1908 | Giochi olimpici | Londra | Salto in alto  | 13º       | 1,72 m      |                               |
| 1908 | Giochi olimpici | Londra | Salto in lungo | n/d       | n/d         |                               |
| 1908 | Giochi olimpici | Londra | Salto triplo   | Argento   | 14,76 m     | Miglior prestazione personale |